# 大有乡 (武乡县)
大有乡，是中华人民共和国山西省长治市武乡县下辖的一个乡镇级行政单位。

## 行政区划
大有乡下辖以下地区：
大有村、西中庄村、鸦烟村、炉家掌村、姜井凹村、董井凹村、脉落神村、石活村、河西沟村、小庄沟村、西岗头村、苑家垴村、王庄沟村、胡也沟村、江岭村、上却净村、马村、许家垴村、石科村、赵家庄村、王海峪村、枣烟村、峪口村、长乐村、李峪村和李峪垴村。